# Фойерман, Эмануэль
Эмануэль Фойерман (нем. Emanuel Feuermann; 22 ноября 1902, Коломыя — 25 мая 1942, Нью-Йорк) — виолончелист.

## Биография
Эмануэль Фойерман родился 22 ноября 1902 года в Коломее Австро-Венгерской империи (ныне Коломые, Ивано-Франковской области Украины) в еврейской семье. Ещё ребёнком переехал с семьей в Вену. Навыки игры на виолончели изначально получил от своего отца. Начал карьеру в раннем возрасте. В 1917 году учился у Юлиуса Кленгеля в Лейпциге. С 1918 года преподавал в Кёльнской консерватории, играл в квартете Брама Элдеринга, был концертмейстером виолончельной группы «Гюрцених-оркестре». В 1929 году стал самым молодым профессором в Берлинской высшей школе музыки. Среди учеников — Хидэо Сайто. В 1933 году, с приходом к власти нацистов, переехал в Лондон. В середине 1930-х годов много гастролировал по миру, некоторое время жил в Цюрихе.
В 1938 году эмигрировал в Палестину, а затем — в США. В Штатах он много работал, преподавал как частным, так и официальным образом (в том числе в Кёртисовском институте музыки), записывает пластинки. Фойерман скончался в возрасте 39 лет из-за осложнений прямо во время хирургического вмешательства, когда ему делали операцию по удалению геморроя.
В память о Фойермане с 2002 года в Берлине проводится Международный конкурс виолончелистов имени Эммануэля Фойермана. В Кронберге в 1998 г. основана музыкальная школа имени Фойермана. Фойерман выступал во многих странах Европы, в США. Был также одним из первых исполнителей посетивших с гастролями СССР.